# 坎迪多尼
坎迪多尼（義大利語：Candidoni），是意大利雷焦卡拉布里亚省的一个市镇。总面积26平方公里，人口381人，人口密度14.7人/平方公里（2009年）。ISTAT代码为080019。